# Wuxia
Wuxia (chinesisch 武俠 / 武侠, Pinyin wǔxiá, IPA (hochchinesisch) [ù.ɕjǎ], Jyutping Mou5hap6, Pe̍h-ōe-jī Bú-kiap) oder „im Wushu bewanderte ritterliche Helden“ ist ein charakteristisches Genre der chinesischen Literatur und des chinesischen Films. Wǔxiá ist sehr populär in der chinesischen Volkskultur. Wuxia-Helden sind oft auch Youxia („wandernde Vigilanten“).

## Definition
Der Wǔxiá-Roman und der Wǔxiá-Film beschreiben chinesische Schwertkämpfer, Schlachten, Soldaten- und Reiterkämpfe, die überwiegend an historischen oder pseudohistorischen Schauplätzen spielen. Das Genre besitzt stark phantastische Elemente.
Von Wǔxiá zu unterscheiden ist der Martial-Arts- oder Kampfkunstfilm, dessen Schwerpunkt auf der Darstellung des chinesischen Faustkampfs Kung-Fu bzw. Wushu liegt. Solche Filme weisen in der Regel keine phantastischen Elemente auf. Beispiele für dieses Genre sind die Filme von Bruce Lee.
Der Begriff „Wǔxiá“ setzt sich aus zwei chinesischen Zeichen zusammen. Wǔ (武) kann mit „Kampfkunst“, „Kriegskunst“ bzw. „Militär“ übersetzt werden. Xiá (俠) beschreibt bestimmte Personen, die je nach Kontext in die Kategorien „Held“, „Abenteurer“, „Söldner“, „Krieger“ oder „(fahrender) Ritter“ fallen können. Am gebräuchlichsten ist die Übersetzung von Xiá als „(fahrender) Ritter“. In der chinesischen Geschichte wurden solche Person „Dàxiá“ (大俠) oder „Xiáshì“ (俠士) genannt, die das „einfache Volk“ (老百姓,  lǎobǎixìng) vor Ungerechtigkeit bzw. Tyrannei durch lokale Schurken beschützten und korrupten Beamten das Handwerk legten. Im Unterschied zum japanischen Samurai, der zur Aristokratie gehört, ist der chinesische Xiá per Definition nicht Teil einer bestimmten Personengruppe oder Gesellschaftsschicht, sondern kann jeglicher Gesellschaftsgruppe angehören, die den „ritterlichen Geist“ im Handeln und in der Lebensweise widerspiegelt.
Die Xiá hatten eine bestimmte Ethik, die sich stark auf konfuzianische Vorstellungen stützt. Viele Xiá verstanden sich als Kämpfer für Gerechtigkeit. Diese muss gelegentlich auch gegen die Obrigkeit z. B. in Form korrupter Beamter durchgesetzt werden. In diesem teilweise subversiven Aspekt unterscheidet sich die Ethik der Xiá von derjenigen der Kriegerkasten auch anderer ostasiatischer Kulturen wie dem Bushidō der Samurai.

## Themen
Fantasy ist ein wichtiges Thema in Wǔxiá, sowohl im Film als auch in Büchern. Die Helden dieser Filme oder Romane meistern die Kampfkunst in einem Ausmaß, dass sie de facto übernatürliche Kräfte beherrschen und u. a. über folgende Fähigkeiten verfügen:
- Sie können mit blitzartiger Geschwindigkeit kämpfen, indem sie eine festgelegte Sequenz von Bewegungen durchlaufen (招,  zhāo).
- Sie können die unwahrscheinlichsten Objekte als tödliche Waffen benutzen, z. B. Pinsel, Regenschirme oder Musikinstrumente.
- Sie können Waffen mit unwahrscheinlicher Präzision benutzen.
- Sie können mittels Qinggong (輕功,  qīnggōng) an Wänden hochlaufen oder fliegen.
- Sie erlangen durch den Gebrauch von Neili (内力,  nèilì) die Fähigkeit, die mystische innere Energie (Qì, 氣) zu kontrollieren, um damit Gegner nach innen zu saugen oder Gift aus dem eigenen Körper auszuscheiden.
- Mittels Dianxue (點穴,  diǎnxué) sind sie in der Lage, einen Gegner durch Druck auf dessen Akupressurpunkte (點穴,  xué) mit einem Finger oder einer Waffe zu lähmen oder zu töten.

Diese außergewöhnlichen Fähigkeiten werden nicht durch die Anwendung von Magie erklärt, sondern erfordern lange Jahre des Studiums und der Meditation. Die dahinterstehende Philosophie besteht aus Elementen des Daoismus, des Buddhismus oder der traditionellen chinesischen Medizin. Details dieser Techniken sind in schwerverständlichen oder verschlüsselten Schriftrollen zu finden, die als Miji (秘笈,  mìjí) bekannt sind. Häufig enthalten sie alle Geheimnisse einer Sekte und werden oft gestohlen.
Jianghu, die chinesische Unterwelt zur Zeit des Kaiserreichs, ist ein weiteres wichtiges Thema. Sie setzt sich zusammen aus Geächteten, Geheimgesellschaften, Sekten und edlen Banditen, die von den Reichen stehlen und die Beute den Armen geben. Viele Wǔxiá-Geschichten beschreiben den Kampf gegen korrupte Beamte oder machtgierige Eunuchen, die die kaiserliche Regierung usurpiert haben. Deshalb wurde das Genre häufig als subversiv angesehen, und Wǔxiá-Filme waren in der Periode der ersten chinesischen Republik zeitweise verboten.
Im Jianghu werden Gunst (恩,  ēn) und Rache (仇,  chóu) sehr ernst genommen. Eine Geschichte mag sich ausschließlich mit dem Streben des Protagonisten nach Rache beschäftigen, die Dekaden dauern kann. Die Figuren sind sehr besorgt um ihr Gesicht (Ansehen), ihre Vertrauenswürdigkeit und ihre Ehre. Um diese Werte zu verteidigen, sind sie bereit, Leben zu opfern (einschließlich ihres eigenen). Der Moralkodex des Jianghu (江湖,  jiānghú) wird in Wǔxiá normalerweise in einer Weise idealisiert, die im realen Leben als unrealistisch angesehen würde.
Liebe ist ebenfalls ein sehr wichtiges Thema in Wǔxiá. Die Beziehung zwischen zwei jungen Liebenden (die gleichzeitig Wǔxiá-Meister sind) kann eine ganze Geschichte vorantreiben.
Ein anderes bedeutendes Thema in Wǔxiá ist die Aussage, dass die mächtigen Fähigkeiten mit reinem Herzen trainiert und praktiziert werden müssen. Ungeduld oder ungenügende Kontrolle des Geistes und des Qì während des Trainings kann zu körperlichen und/oder geistigen Schäden führen (走火入魔,  zǒuhuǒ rùmó „Verlust der Kontrolle und Übergang zur dunklen Seite“).

## Handlung
Von ihrer Handlung her haben Wǔxiá-Geschichten oder -Romane Ähnlichkeiten mit Fantasyliteratur aus anderen Erdteilen. Sie drehen sich meistens um einen jungen, häufig männlichen Protagonisten, der als Kind häufig Elend oder andere tragische Umstände erlebte, wie z. B. den Verlust der Familie, Erniedrigungen oder Trennung von seiner Heimat. Die Figuren haben dann eine Reihe von außergewöhnlichen Erlebnissen, müssen schwierige Prüfungen bestehen, und es kommt zu unglaublichen Zufällen. Oft treffen sie einen großen Meister der Kampfkunst, unter dem sie dann studieren und der an sie fast übernatürliche Kampffähigkeiten weitergibt. Die Hauptperson gewinnt so auch eine „ritterliche“ Weltanschauung. Häufig wird sie selbst zu einem überlegenen Meister der Kampfkunst, der unerreicht oder kaum erreicht ist in ganz China. So wird sein oder ihr Name Legende.
Andererseits wird der Roman „Der Hirsch und der Kessel“ (鹿鼎記,  Lùdǐngjì) von Jin Yong als Anti-Wǔxiá-Roman bezeichnet, der alle obigen Klischees verletzt und einen Antihelden präsentiert, den faulen, geizigen, lüsternen und speichelleckenden Bordell-Jungen Wéi Xiǎobǎo (韋小寶). Er wurde selbst zu einem kulturellen Symbol, geliebt von den einen und gehasst von anderen.

## Schauplatz
Die Handlung spielt meistens in der Vergangenheit, hauptsächlich weil es glaubwürdiger ist, dass die Figuren in der Vergangenheit tatsächlich quasi übermenschliche Kräfte besessen haben, heute aber das Wissen darüber verlorengegangen ist. Es gibt auch Wǔxiá-Filme, die in der Gegenwart oder der Zukunft spielen, aber die meisten gelten als unrealistisch.

## Romane
Wǔxiá-Romane (武俠小說,  Wǔxiá Xiǎoshuō) haben ihre Wurzeln in frühen Yóuxiá- (遊俠,  yóuxiá – „fahrender Ritter“) oder Cǐkè- (刺客,  cǐkè – „Attentäter, Meuchelmörder“) -Geschichten aus dem 3. und 2. Jahrhundert v. Chr.; so werden z. B. die Attentate von Jing Ke und Zhuan Zu im Buch Shiji des berühmten Historikers Sima Qian (145–90 v. Chr.) beschrieben. In dem Kapitel „Attentäter“, „Meuchelmörder“ (刺客列傳) erwähnt Sima Qian eine größere Anzahl berühmter Attentäter der „Kämpfenden Staaten“, die mit der – als nobel geltenden – Aufgabe beauftragt wurden, Gegner aus anderen Staaten umzubringen. Diese Attentäter wurden Shike (食客,  shíkè – „dinierender Gast“) genannt, und sie lebten in den Residenzen der Könige und Herrscher, wo sie ihnen dienten und ihnen Loyalität bezeugten. In dem Kapitel „Wandernde Xiá“ (遊俠列傳) beschreibt er zahlreiche Merkmale der Xiá-Kultur seiner Zeit.
Die Geschichten über wandernde Xiá erlebten ein Comeback in der Tang-Dynastie (618–907 n. Chr.). Sie waren die Prototypen der heutigen Wǔxiá-Geschichten, und sie enthielten schon einige ihrer Merkmale, wie z. B. Protagonisten mit unglaublichen Kampffähigkeiten, die häufig allein umherziehen und Heldentaten vollbringen.
Als die frühesten eigentlichen Wǔxiá-Geschichten gelten drei Romane aus der Ming-Dynastie (1368–1644):
- Wu Cheng’en: 西遊記 (Xīyóujì) Der rebellische Affe oder Die Reise nach dem Westen
- Shi Naian: 水滸傳 (Shuǐhǔzhuàn) Die Räuber vom Liang-Schan-Moor
- Guanzhong Luo: 三國演義 (Sānguó yǎnyì) Die drei Reiche

Der Roman Die Räuber vom Liang-Schan-Moor 水滸傳 (Shuǐhǔzhuàn) kritisiert die erbärmliche sozio-ökonomische Situation vieler Menschen gegen Ende der Ming-Dynastie und beschreibt den Ehrenkodex der Gesetzlosen. Letzteres sollte sich als sehr einflussreich für weitere Wǔxiá-Geschichten erweisen. In dem Roman Die drei Reiche werden zahlreiche Kämpfe beschrieben. Von dieser Darstellung wurden spätere Wǔxiá-Autoren stark beeinflusst.
In der Zeit der Ming- (1368–1644) und Qing-Dynastie (1644–1911) galten die Wǔxiá-Romane als subversiv und waren verboten. Viele Werke sind deshalb verlorengegangen. Im Unterschied zu anderen Literaturgattungen wurden Wǔxiá-Autoren demnach auch nicht von der Regierung unterstützt, was die Verbreitung ihrer Werke deutlich einschränkte. Dennoch war das Genre bei der einfachen Bevölkerung sehr beliebt, so beispielsweise die Romane „Der seltsame Fall von Shi Gong“ (施公案奇聞) und „Die Geschichte der heroischen Töchter und Söhne“ (兒女英雄傳). Denn sie thematisierten – wie auch spätere Wǔxiá-Geschichten – Fragen der sozialen Gerechtigkeit.
Wǔxiá-Romane sind heute ein sehr populäres Literaturgenre in der Volksrepublik China, auf Taiwan, in Hongkong und Singapur. Viele Wǔxiá-Romane, besonders wenn sie von Autoren wie Jin Yong oder Gu Long kommen, haben eine fanatische Anhängerschaft in chinesischsprachigen Gebieten, durchaus vergleichbar mit einigen Fantasy- oder Science-Fiction-Romanen im Westen.
Die wichtigsten Wǔxiá-Schriftsteller sind:
- Jin Yong
- Gu Long
- Huang Yi
- Wen Rui’an
- Liang Yusheng
- Sima Ziyan
- Xiao Yi
- Wang Dulu
- Pingjiang Buxiaosheng (Xiang Kairan)

Viele populäre Werke, darunter die meisten von Jin Yong, wurden in der Volksrepublik China, in Taiwan oder in Hongkong verfilmt, oder sie bildeten die Grundlagen von Fernsehserien. Die populärsten Werke erlebten zahlreiche Adaptionen, so dass die Betrachtung und der Vergleich der unterschiedlichen Versionen ein eigenständiges Hobby geworden ist. Darüber hinaus hat das Studium der Werke von Jin Yong einen eigenständigen Zweig der Sinologie hervorgebracht.

## Filme
Wǔxiá-Film oder Wǔxiá Piàn (武俠片) ist ein Filmgenre in Taiwan und Hongkong, neuerdings auch in der Volksrepublik China. Es unterscheidet sich in bestimmten Merkmalen von anderen Kampfkunstfilmen.
Die frühesten Wǔxiá-Filme lassen sich bis auf die 1920er Jahre zurückführen. Als Genre entstand Wǔxiá Piàn in Hongkong in den 1950er und 1960er Jahren. Ab 1960 produzierte das Studio der Shaw Brothers erste Vorläufer der aktuellen Form des Genres, in denen viel Wirework eingesetzt wird. Ein bedeutender Regisseur von Wǔxiá-Filmen war King Hu. In den 1980er und 1990er Jahren können viele Filme des Regisseurs Tsui Hark dem Wǔxiá-Genre zugerechnet werden. Im Jahr 2000 gewann der Wǔxiá-Film Tiger and Dragon erstmals auch im westlichen Mainstreamkino Aufmerksamkeit. Dieser Film basiert auf einem Roman von Wang Dulu.
Der internationale Erfolg von Tiger and Dragon konnte im Jahr 2002 mit dem Film Hero von Zhang Yimou fortgesetzt werden. Inzwischen werden Wǔxiá-Filme auch in der Volksrepublik China gedreht, beispielsweise der Film House of Flying Daggers (十面埋伏).

### Wichtige Wǔxiá-Filme

#### Frühzeit
- Torching the Red Lotus Temple (火燒紅蓮寺, 1928). Eine der ersten Wǔxiá-Filmserien von Zhang Shichuan mit 18 Folgen. Das Genre wurde von der chinesischen Regierung 1931 verboten, Kopien des Films wurden konfisziert und verbrannt. Im März 1935 drehten Filmemacher in Hongkong (damals eine britische Kolonie) eine 19. und später eine 20. Episode. In China selbst waren Wǔxiá-Filme bis in die 1950er Jahre verboten.
- Rúlai Shén Zhǎng (如來神掌, HK 1964). Eine sehr populäre schwarz-weiße Wǔxiá-Filmreihe mit Cho Dat-Wah (曹達華,  Cáo Dáhuá) und Yu So-Chau (于素秋,  Yú Sùqiū).

#### Erstes goldenes Zeitalter des Hongkong-Films (späte 60er und 70er Jahre)
- Die Herberge zum Drachentor (龍門客棧, HK 1966) von King Hu, bekannter unter dem englischen Titel Dragon Gate Inn. Es wurde erstmals Wirework eingesetzt.
- The One-armed Swordsman (獨臂刀, HK 1967), dt. erschienen als Das Goldene Schwert des Königstigers. Ein für damalige Verhältnisse extrem blutiger Film.
- Ein Hauch von Zen (俠女, HK 1971), ebenfalls von King Hu. Der Film enthält für die damalige Zeit sehr dynamische Kampfsequenzen und ästhetische Bilder. Er gilt als Meisterwerk des Genres und beeinflusste zahlreiche Wǔxiá-Regisseure, darunter Tsui Hark, Ang Lee und Zhang Yimou.
- Li Feng – Die einarmige Schwertkämpferin (HK 1971) diente ebenfalls als Vorlage für Hero und Tiger and Dragon.

#### New Wave (1980–1996)
- Das Schwert (名劍, HK 1980) von Patrick Tam
- Zu: Warriors From the Magic Mountains (新蜀山劍俠, HK 1983) von Tsui Hark
- Duel to the Death (生死決, HK 1983)
- A Chinese Ghost Story (倩女幽魂, HK, drei Filme ab 1987). Diese Filmserie hat starke Fantasy-Elemente, die auf buddhistische bzw. taoistische Vorstellungen zurückgehen.
- Swordsman (笑傲江湖), Swordsman II (東方不敗), The East is Red (東方不敗之風雲再起, HK, ab 1990). Die Filme spielen zur Zeit der Ming-Dynastie, und die Figuren haben die unglaublichsten Kampffähigkeiten.
- New Dragon Gate Inn (新龍門客棧, HK 1992). Remake des gleichnamigen Films von 1966. Hauptdarstellerinnen sind Brigitte Lin und Maggie Cheung.
- The Heroic Trio (東方三俠, HK 1993). Ein Wǔxiá-Film, der in der Gegenwart in Hongkong spielt. Hauptpersonen sind ausschließlich Frauen, gespielt von Anita Mui, Maggie Cheung und Michelle Yeoh.
- Butterfly and Sword (新流星蝴蝶劍, HK 1993) von Michael Mak
- Kung Fu Cult Master (倚天屠龍記之魔教教主, HK 1993)
- The Tai-Chi Master (太極張三豐, HK 1993) mit Jet Li und Michelle Yeoh
- Green Snake (青蛇, HK 1993) von Tsui Hark
- Saviour of the Soul (九一神鵰俠侶, HK 1992), in Deutschland als Silverfox erschienen, von Corey Yuen, David Lai und Jeff Lau
- The Bride with white Hair I und II (白髮魔女, HK 1993) mit Leslie Chung und Brigitte Lin
- Iron Monkey (少年黃飛鴻之鐵馬騮, 1993)
- Wing Chun (詠春, HK 1994). Die Hauptrolle spielte Michelle Yeoh.
- Ashes of Time (東邪西毒, HK 1994). Ein Arthouse-Wǔxiáfilm von Wong Kar-Wai.

#### Nachklassische Periode
- The Storm Riders (風雲─雄霸天下, HK 1998) von Wai Keung Lau
- Tiger and Dragon (臥虎藏龍, TW, HK, VR China 2000) von Ang Lee. Er erreichte damit erstmals mit dem Wǔxiá-Genre eine weltweite Öffentlichkeit.
- Bichunmoo (kor. 비천무, Hanja 飛天舞, Südkorea, 2000) von Kim Young-jun
- The Legend of Zu (蜀山傳, HK 2001) von Tsui Hark. Film um eine Kaste Unsterblicher in den Zu-Bergen. Es werden sehr häufig Spezialeffekte eingesetzt. Remake des gleichnamigen Films von 1983.
- Shaolin Soccer (少林足球, HK 2001, siehe auch Shaolin) von und mit Stephen Chow
- Musa – Der Krieger (kor. 무사, Hanja 武士, VR China, Südkorea 2001) von Kim Sung-su. Geschichte einer koreanischen Gesandtschaft in China, die ihren Weg zurück nach Korea sucht.
- Hero (英雄, VR China 2002) von Zhang Yimou. Ein Wǔxiá-Film mit kunstvoller Farbgebung und Kameraführung.
- Wächter über Himmel und Erde (天地英雄, VR China 2003) von He Ping
- House of Flying Daggers (十面埋伏, VR China, HK 2004) ebenfalls von Zhang Yimou
- Kung Fu Hustle (功夫, HK 2004) von und mit Stephen Chow ist wie Shaolin Soccer eher als Wǔxiá-Parodie zu sehen.
- Wu Ji – Die Reiter der Winde (無極, HK, VR China 2005) von Chen Kaige
- Die sieben Schwerter (七劍, HK, VR China 2005) von Tsui Hark
- The Banquet (夜宴, HK, VR China 2006)
- Der Fluch der goldenen Blume (滿城盡帶黃金甲, Hongkong, 2006) von Zhang Yimou
- Reign of Assassins (劍雨, TW, 2010) von Su Chao-Pin
- Flying Swords of Dragon Gate (龍門飛甲, ursprünglich 新龍門客棧, China, 2011) von Tsui Hark
- Memories of the Sword (kor. 협녀: 칼의 기억, 俠女: 칼의 記憶, Südkorea, 2015) von Park Heung-sik

## Einfluss des Wǔxiá-Genres auf westliche Filme
Als Star Wars gegen Ende der 1970er Jahre veröffentlicht wurde, hielten es viele Chinesen für einen westlichen Wǔxiá-Film, der in einer futuristischen und fremden Welt spielt. Das chinesische Publikum akzeptiert auf jeden Fall bereitwillig das Konzept der Macht in der Star-Wars-Serie oder die übermenschlichen Kräfte der Mutanten in X-Men oder von Superman. Andererseits mag das westliche Publikum größere Schwierigkeiten haben, die Wǔxiá-Fantasy zu akzeptieren, weil die Helden als normale Menschen porträtiert werden, die dennoch über außergewöhnliche Kräfte verfügen.
Auch der Film Matrix ist in seinen Kampfsequenzen offenbar durch das Wǔxiá-Genre beeinflusst worden. Hier erlangen allerdings die Helden und die Bösen ihre übernatürlichen Kräfte, indem sie die Regeln der virtuellen Realität erkennen und biegen. Sie können dadurch an Wänden hochlaufen, über außergewöhnliche Distanzen springen und fliegen, schweben, sich in Gespenster verwandeln und Kugeln ausweichen bzw. sie stoppen.